# Acácio de Paiva
 (juin 2011).
Si vous disposez d'ouvrages ou d'articles de référence ou si vous connaissez des sites web de qualité traitant du thème abordé ici, merci de compléter l'article en donnant les références utiles à sa vérifiabilité et en les liant à la section « Notes et références ».
Pour les articles homonymes, voir Paiva (homonymie).
Acácio de Paiva, de son nom complet Acácio Sampaio de Telles e Paiva, (né le 14 avril 1863 à Leiria, dans la célèbre Pharmácia de Leonardo da Guarda e Paiva et mort le 29 novembre 1944, chez lui dans la Casa das Conchas à Olival - Ourém) est un poète, écrivain et journaliste portugais. Il collabora à divers journaux, revues et autres publications, notamment: O Século, Diário de Notícias, O Mensageiro, Ilustração Portuguesa.

## Biographie
Fils de José de Paiva e Leopoldina Amélia Carolina Teles, Acácio de Paiva commence sa formation académique au lycée national de Leiria poursuivant ensuite la tradition familiale en étudiant la pharmacie à l'école Médico-Cirúrgica do Porto, en 1887. Il fréquente ensuite les Academias Politécnicas de Porto, Coimbra et Lisbonne. Il entre en 1888 à Alfândega où il finit chef de service en 1917.
Tôt il s'installe à Lisbonne où il exerce aussi la fonction de rédacteur pour les journaux O Século, Diário de Notícias et Mundo. Mais il commença ses activités littéraires dans le journal Actualidades de Porto.
Très prolifique en matière de poésie, il produit également de multiples pièces de théâtre dont certaines écrites en collaboration d'autres figures intellectuelles de son époque.